# جيريمي مورين
جيريمي مورين (بالإنجليزية: Jeremy Morin)‏ (و. 1991  م) هو لاعب هوكي الجليد، من الولايات المتحدة، ولد في أوبورن، نيويورك، مركز لعبه هو جناح ‏.

## روابط خارجية
- جيريمي مورين على موقع دوري الهوكي الوطني (الإنجليزية)
- جيريمي مورين على موقع EliteProspects.com (الإنجليزية)
- جيريمي مورين على موقع HockeyDB.com (الإنجليزية)
- جيريمي مورين على موقع Hockey-Reference.com (الإنجليزية)